# Хјуит (Тексас)
Хјуит (енгл. Hewitt) град је у америчкој савезној држави Тексас. По попису становништва из 2010. у њему је живело 13.549 становника.

## Демографија
Према попису становништва из 2010. у граду је живело 13.549 становника, што је 2.464 (22,2%) становника више него 2000. године.
| Група             | 2000.         | 2010.         |
| Белци             | 8.800 (79,4%) | 9.780 (72,2%) |
| Афроамериканци    | 853 (7,7%)    | 1.145 (8,5%)  |
| Азијати           | 260 (2,3%)    | 440 (3,2%)    |
| Хиспаноамериканци | 1.029 (9,3%)  | 1.934 (14,3%) |
| Укупно            | 11.085        | 13.549        |